# Гей, Константин Вениаминович
Константи́н Вениами́нович Гей (1896, Псков — 25 февраля 1939) — советский политический деятель, российский немец. Расстрелян в годы Большого террора, после смерти Сталина реабилитирован посмертно.

## Биография
Родился в семье немца и русской учительницы. Его отец Вениамин-Иоганн Гей приехал в Россию в начале 1870-х годов, получил высшее образование, был назначен на пост смотрителя псковских гимназий. Немецкое написание фамилии не сохранилось, Гей — типичная для того времени русская транскрипция. В семье было пять детей, все они позднее вступили в РСДРП. Константин окончил вместе с братом Георгием Псковскую гимназию.
Член РСДРП(б) с 1916 года. Один из руководителей установления советской власти в Пскове. В 1917—1918 годах — председатель Военно-революционного комитета Псковской губернии, а затем — председатель губернского исполнительного комитета.
С 1922 года — заведующий орготделом Северо-Западного бюро РКП(б). С 1922 по ноябрь 1923 года — ответственный секретарь Екатеринбургского губкома РКП(б), затем, до 1924 года — ответственный секретарь Екатеринбургского окружного комитета РКП(б)
В 1924—1934 годах — кандидат в члены ЦК РКП(б) — ВКП(б). В 1925—1926 годах входил в ближайшее окружение Сталина, заведующий организационно-распределительным отделом ЦК ВКП(б).
С января 1930 года по январь 1932 года первый секретарь ЦК КП(б) Беларуси, в 1932—1934 годах — секретарь Московского обкома ВКП(б).
26 января—10 февраля 1934 года делегат XVII съезда ВКП(б) с решающим голосом.
В 1934—1938 годах — член Комиссии советского контроля, уполномоченный по Узбекистану и Горьковской области. К лету 1938 года фактически отстранился от дел. Данные о непосредственном участии в проведении большого террора отсутствуют.
Арестован 2 октября 1938 года. 25 февраля 1939 расстрелян по приговору Военной коллегии Верховного Суда СССР. Место захоронения — Донское кладбище, Москва.
В 1956 году реабилитирован.
В 1964 году 6-й Лунинский проезд в Пскове был переименован в переулок Константина Гея.

## Семья
Брат, Георгий, родился 11 декабря 1898 года в Пскове, член РСДРП с 1916 года. Первоначально Георгий занял лидирующее партийное положение, стал делегатом 6-го съезда. Однако затем отошёл в тень, работал в руководстве профсоюзов. В 1941 году в звании капитан-инженера пропал без вести на Юго-Западном фронте, в окружении под Киевом.
Сын Николай Константинович Гей (1923—2021) — советский литературовед, доктор филологических наук.